# جورج مكغوان
جورج مكغوان (بالإنجليزية: George McGowan)‏ هو لاعب كرة قدم كندية أمريكي، ولد في 10 مارس 1948 في بيثيسدا في الولايات المتحدة.